# Maelstrom (Computerspiel)

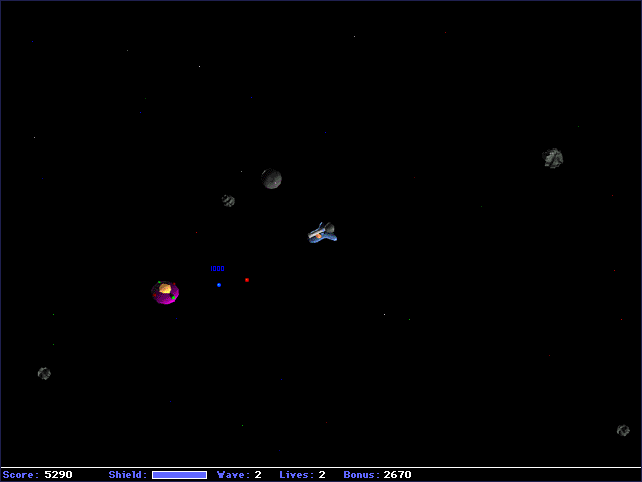
Bildschirmfoto des Spielgeschehens

Maelstrom (engl. für starke Strudel, siehe dt.: Malstrom, oder auch einen stark verwirrten oder aufgeregten Zustand von Geist, Gefühlsleben, Angelegenheiten etc.) ist ein mittlerweile freies Computerspiel für Mac OS nach Vorbild des Klassikers Asteroids. Es wurde von Andrew Welch programmiert, dem Gründer der Software-Firma Ambrosia Software. Mark W. Lewis schuf die Titelgrafik, den Rest der Grafikgestaltung und Animation besorgte Ian Gilman. Es ist mit THINK C 5.04 entwickelt und umfasst 18.000 Codezeilen in C, worin 9.000 Zeilen Assemblercode eingebettet sind, die den Hauptteil des Spiels implementieren.

## Spielinhalt
Maelstrom ist ein erweiterter Klon des Automatenspiels Asteroids. Der Spieler steuert ein kleines Raumschiff, das er in den zwei Dimensionen der Bildschirmfläche drehen und nach vorn beschleunigen kann. Zum Abbremsen muss das Schiff zuerst gewendet werden; Strömungswiderstand gibt es anders als beim Vorbild nicht. Beim Verlassen des Bildschirms taucht das Schiff auf der jeweils gegenüber liegenden Seite wieder auf (zyklische Randbedingungen). Auf der Spielfläche bewegen sich zufällig Asteroiden, Ufos, Powerups oder andere Gegenstände, die denselben Gesetzen wie das Schiff unterworfen sind und teilweise eingesammelt werden können, meist aber abgeschossen werden müssen. Das erfolgreiche Abräumen aller Asteroiden beendet jeweils eine sogenannte Angriffswelle (Wave). Das Spielziel ist stets das Erreichen eines möglichst hohen Punktestands.

## Geschichte
Es wurde nach vier Monaten intensiver Entwicklungsarbeit im November 1992 noch vor der Gründung von Ambrosia Software veröffentlicht, worauf noch drei Jahre lang Fehlerbehebungen und andere Nachbesserungen nachgeliefert wurden. Es wurde als uneingeschränkte Shareware für den damals aktuellen Macintosh IIsi veröffentlicht. Das Spiel wurde in der Mac-Szene schnell berühmt und gewann eine Reihe von Preisen. Es führte mit seinem Erfolg zur Gründung der Firma Ambrosia Software und begründete ihre ruhmreiche Geschichte. Maelstrom nutzte derzeit die multimedialen Fähigkeiten der Mac-Plattform voll aus und wirkte wegbereitend für die weitere Entwicklungen der Plattform auf dem Gebiet der Unterhaltungssoftware. Das Spiel wurde 1995 von Sam Lantinga auf Linux portiert und um Funktionen wie einen Mehrspielermodus im Netzwerkbetrieb erweitert. Die Rechte am Quelltext wurden an Sam übergeben und diese Version („Maelstrom 3.0“) unter den Bedingungen der GNU General Public License (GPL) freigegeben, wobei die Rechte an den Spielinhalten vorbehalten blieben und diese also nur privat genutzt werden dürfen. 2001 entstand daraus auch eine native Mac-OS-X-Version; ebenso Source Ports für Windows, Linux und BeOS.
2010 wurden auch die originalen Spielinhalte unter eine freie Lizenz gestellt – die Creative-Commons-Lizenz Namensnennung 3.0. Damit ist nun das gesamte Spiel als Freie Software erhältlich.